# プラダ・マーファ
プラダ・マーファ（Prada Marfa, プラダ・マーファ店）はベルリンを拠点とするアーティスト・デュオ、エルムグリーン＆ドラッグセットによるインスタレーション・アートである。テキサス州マーファから40kmほど北東にいった場所に常設展示されている。同じくテキサス州のバレンタインからは2kmであり、州間高速道路90号線を降りてすぐのところにある。
この作品は2005年10月1日に発表された。作者たちによれば「ポップな建築物によるランドアート・プロジェクト」の一環であった。
プラダ・マーファは、アメリカの建築家ロナルド・ラエルとヴァージニア・サン・フラテッロの協力のもと、 12万ドルの予算をかけてその企画が実現した。修繕は全く行われないことになっているため、次第にこの作品は朽ちていきやがて自然の光景とは区別がつかなくなるはずであった。この作品の狙いは、まさにインスタレーションとして完成した日の夜に大きくくじかれてしまった。外壁にいたずら書きがされただけでなく、何者かが建物の中に押し入ってハンドバッグや靴を奪っていったのである。

## 作品
この作品はファッションブランドであるプラダの実際の店舗と似た意匠でつくられている。主な材料は「日干しれんが、石膏、塗料、窓ガラス、アルミフレーム、中質繊維板、カーペット」である。正面には巨大な2枚のショーウィンドがのぞき、ミウッチャ・プラダが2005年の秋冬コレクションからセレクトして提供した、本物のプラダの服や靴、バッグが並んでいる。プラダは、この作品のためエルムグリーン&ドラッグセットにブランド・ロゴの使用を許可したのである。アート・プロダクション・ファンド（APF)と現代アートの美術館であるボールルーム・マーファが資金の提供を行った。
プラダは2001年にもエルムグリーン＆ドラッグセットとコラボレーションを行っている。このときは、ニューヨークのターニャ・ボナクダー・ギャラリーに「プラダ開店準備中」("Opening soon—PRADA")という（偽の）メッセージボードを設置していた。プラダ・マーファはドナルド・ジャッドが設立した美術館であるチナティ・ファンデーションからも比較的近い場所にある。普段プラダが商品をディスプレイするときのミニマリズムをこの作品は模倣しており、それは同時にジャッドがアーティストとしてその名をなしたミニマリズムとも響きあっている。プラダ・マーファの特殊な立地は、ミニマリズムやランドアートといった芸術運動の作品との比較を誘う。そういった芸術運動においても、作品が設置される場所によってその価値は大きく左右されるからである。この作品は観るものに与える決定的な印象のほぼ全てを文脈に依存しているともいえる。テーマである自然への「彫刻の介入」は、消費（者）主義やブランドのラグジュアリー志向、階級浄化などへの批判としても解釈しうるが、意図的であったかはともかくとして、それが批判しているはずの資本主義的な価値観を再生産している。そのためこの芸術作品は、作者の考えの及ばぬところでその意味合いが変化しており、相反する価値観を担わされているともいえるだろう。
建物外壁の下部に帯状にめぐらされたレッジの張り出しには、ここを訪れた人が小さな石で押さえて置いていった名刺が何百枚という数になっている。

## 悪戯
プラダ・マーファがインスタレーションとして正式に発表された日の夜に、この作品に対する破壊行為が行われた。何者かが建物内に侵入し、展示品（ハンドバッグ6点、右足の靴14足）が盗まれただけでなく、建物の両側にスプレーで「Dumb」（「ばか」）、「Dum Dum」（「おおばか」）といった言葉が落書きされた。修繕と再塗装がすぐに行われ、商品も入れ直された。新たに展示されたプラダのバッグには底がなく、代わりにバッグが動かされたら警察に通報を行うセキュリティ装置が目立たないように設置された。この建物を作品として鑑賞するだけではなく物理的に直接接触する人間が現れたという事実は、国内外を問わずに様々なメディアの注目を集めた。
さらに2014年3月にもこの作品に対する悪戯が行われた。建物が淡いブルーで塗装されて、シューズブランドのトムスのロゴがはいった天幕が吊るされただけでなく、ドアには政治的なマニフェストが張られていたのである。ボールルーム・マーファはこの破壊行為を非難するとともに、建物の修復作業を行うことを約束する声明を発表した。こちらの件については後にテキサス州の美術家ジョー・マニャーノ（9271977の偽名を使っていた）が逮捕、起訴されている。マニャーノは2件の軽犯罪で有罪となり、罰金1,000ドルとは別にボールルーム・マーファへの賠償として10,700ドルの支払いを受け入れた。

## テキサス州運輸省の対応
テキサス州運輸省(TxDOT)は、このインスタレーションの仕様が広告掲示物としての基準を満たしていないとされる問題について検討を行っている。マイケル・エルムグリーンは、プラダ・マーファが法をかいくぐってプラダを宣伝しているという議論に対して次のようなコメントを出している。「この美術作品の背後にひそんでいる企業など存在しない。自分がプラダから委託発注されたわけでもない。[...]ありえないよ、僕に広報活動を引き受けてくれというなんて」。2014年9月、テキサス州運輸省は、この建物はプラダ・マーファそのものを唯一の展示品とする博物館に分類し直されるという見解を発表した。プレイボーイ誌が以前この作品の近くに設置していた、高さ12メートルのバニーのネオンサインは撤去を命じられているが、運輸省の決定はその根拠となった広告に関する規制からプラダ・マーファを除外するものであった。

## 読書案内
- Dragset, Ingar/Elmgreen, Michael: A space called public, Köln 2013.
- Elmgreen, Michael/Dragset, Ingar: Taking place. die Arbeiten von Michael Elmgreen & Ingar Dragset; anlässlich der Ausstellungen Michael Elmgreen & Ingar Dragset, Taking Place, Kunsthalle Zürich, 10 November 2001 - 20 January 2002, Michael Elmgreen & Ingar Dragset, Prison Breaking/Powerless Structures, Fig. 333, 25th São Paulo Biennial, São Paulo, 23 March - 2 June 2002, Ostfildern-Ruit 2002.
- Rael, Ronald. “House of Prada, House of Mud”, in Elmgreen and Dragset: PRADA MARFA, edited by Michael Elmgreen and Ingar Dragset. Berlin: Buchhandlung Walther Konig. May 2007.
- Elmgreen, Michael: Prada Marfa. Elmgreen&Dragset, Köln 2007.
- Gisbourne, Mark: Double Act- Künstlerpaare, München, Berlin 2007.
- Szorcin, Pamela C.: Elmgreen&Dragset[リンク切れ], in: Künstler. Kritisches Lexikon der Gegen-wartskunst, Ausgabe 93, Heft 2, (2011).